# Azur a Asmar
Azur a Asmar (v originále Azur et Asmar) je francouzsko-belgicko-španělský animovaný film z roku 2006, který režíroval Michel Ocelot podle vlastního scénáře. Snímek měl světovou premiéru na filmovém festivalu v Cannes dne 21. května 2006.

## Děj
Ve Francii v 15. století žije Jenane, která přišla z druhé strany Středozemního moře. Ovdovělá se synem Asmarem žije v domě sousedícím s hradem bohatého, urozeného a arogantního muže. Je najata jako kojná pro Azura, urozené dítě bohatého šlechtice. Obě děti vyrůstají spolu. Jenane si klade za otázku cti starat se o oba chlapce stejnou měrou. Ale přijde čas, kdy se Azurův otec rozhodne obě děti oddělit, aby svému synovi poskytl kvalitní vzdělání odpovídající jeho stavu. Pošle syna studovat do města, daleko od hradu. Pán hradu okamžitě propustí Jenane a zabaví jí i trochu toho majetku, které vlastní.
Deset let po Jenanině odchodu z hradu oznámí dospělý Azur svému otci, že si přeje překonat moře, aby osvobodil a oženil se s Vílou Džinů, okouzlující bytostí uvězněnou v křišťálové kleci,kterou zná z Jenaniných příběhů. Ale během bouře spadne z lodi do moře a vyplave na neznámém břehu. Setká se s otrhaným mužem Crapouxem, který mluví francouzsky a ten mu nabídne pomoc a stane se jeho průvodcem a tlumočníkem.
Azur náhodou narazí k paláci, kde pozná Jenanin hlas. Jenane ho zpočátku nepoznává. Jenane se stala bohatou obchodnicí a souhlasí, že mu pomůže dobýt vílu džina. Azur překoná všechny překážky a podaří se mu získat audienci u princezny Chamsous-Sabah a moudrého Yadoaha. Princezna mu svěří artefakty, aby odvrátil strážce víly džina, zatímco mu mudrc řekne, jak vílu džina osvobodit.

## Dabing postav
| Cyril Mourali          | Azur jako dospělý        |
| Rayan Mahjoub          | Azur jako dítě           |
| Karim M'Ribah          | Asmar jako dospělý       |
| Abdelsselem Ben Amar   | Asmar jako dítě          |
| Hiam Abbass            | Jenane                   |
| Patrick Timsit         | Crapoux                  |
| Fatma ben Khelil       | princezna Chamsous Sabah |
| Tissa Bensalah D'Avila | víla džinů               |
| Sofia Boutella         | víla elfů                |
| Olivier Claverie       | mudrc Yadoa              |
| Jacques Pater          | otec                     |

## Ocenění
- César: nominace na nejlepší filmovou hudbu (Gabriel Yared)